# Iris Shala
Iris Shala (* 10. August 1990 in Priština, Kosovo) ist eine österreichische Schauspielerin und Model.

## Karriere
Ihren ersten öffentlichen Auftritt hatte sie in der zweiten Staffel der österreichischen Castingshow Austria’s Next Topmodel. Dort belegte sie den achten Platz. An Bekanntheit gewann sie durch ihren Einstieg in der dritten Staffel der Sat.1-Telenovela Anna und die Liebe. Dort war sie vom 27. Juli 2011 bis zum 13. April 2012 in der Rolle der Praktikantin Michelle „Minni“ Herrmann bei „Lanford Luxury“ zu sehen. 2013 wurde sie in der deutschen Ausgabe des Playboy-Magazins Playmate des Monats Juli. Shala hat ihren Wohnsitz in Graz und lebte aufgrund der Dreharbeiten zu Anna und die Liebe zeitweilig in Berlin in Deutschland. Im Musikvideo zu der am 30. Mai 2019 veröffentlichten Single tuansackl von Pizzera & Jaus ist Shala in der Rolle einer Verkäuferin zu sehen.

## Filmografie
- 2009: Austria’s Next Topmodel
- 2011: Der King (Internetshow auf annaunddieliebe.de)
- 2011–2012: Anna und die Liebe (Folge 744–926)